# 野依美幸
野依 美幸（のより みゆき、1959年 - ）は、日本のテレビドラマの脚本家。東京都出身。立教大学経済学部卒業。

## 人物
フリーライターとして書籍企画や映画・ドラマのノベライズを手がけたのち、脚本家となる。

## 脚本
- 奇妙な出来事（1989年、フジテレビ）
- 世にも奇妙な物語（1990年、フジテレビ）
  - レギュラー版「ざしきわらし」「私じゃない」「ライバル」「女優」「ボタン」
  - 1991年冬の特別編「帰れない」
  - 1993年真夏の特別編「ラブチェアー」
- 大人は判ってくれない（1992年、フジテレビ）
- 綺麗になりたい（1992年、日本テレビ）
- 嘘でもいいから（1993年、日本テレビ）
- 最高の片想い（1995年、フジテレビ）
- ストーカー 逃げきれぬ愛（1997年、日本テレビ）
- ガラスの仮面（1997年、テレビ朝日）
- サービス（1998年、日本テレビ）
- ガラスの仮面2（1998年、テレビ朝日）
- プライベートアクトレス（1998年、日本テレビ）
- あぶない放課後（1999年、テレビ朝日）
- 貯まる女（2000年、テレビ東京）
- 2001年のおとこ運（2001年、フジテレビ）
- おぎゃあ。（2002年、映画）
- 九龍で会いましょう（2002年、テレビ朝日）
- 金曜エンタテイメント「買物代行人桃子の事件簿」（2003年、フジテレビ）
- 伝説のマダム（2003年、日本テレビ）
- 土曜ワイド劇場「華麗なる復讐」（2004年、テレビ朝日）
- ジイジ〜孫といた夏〜（2004年、NHK）
- ジイジ2〜孫といた夏〜（2005年、NHK）
- 貞操問答(2005年、TBS)
- がきんちょ〜リターン・キッズ〜（2006年、毎日放送）
- 火曜ドラマゴールド「ビネツ 〜美肌の誘惑 現代エステ大奥物語〜」（2006年、日本テレビ）
- 氷点（2006年、テレビ朝日）
- スイート10〜最後の恋人〜（2008年、TBS）
- コンカツ・リカツ（2009年、NHK）
- 娼婦と淑女（2010年、東海テレビ）
- 七人の敵がいる!〜ママたちのPTA奮闘記〜（2012年、東海テレビ）